# Квинт Цецилий Реддит
Квинт Цеци́лий Ре́ддит (лат. Quintus Caecilius Redditus; умер после 122 года) — римский военный и государственный деятель, наместник Тингитанской Мавретании в 122 году.

## Биография
О происхождении Реддита ничего неизвестно. Военный диплом от 19 ноября 102 года свидетельствует, что Реддит в 102 году был префектом I горной когорты, которая в то время стояла лагерем в провинции Нижняя Паннония. Согласно другому диплому от 12 января 105 года, Квинт в 105 году находился на посту трибуна I Британской тысячной когорты римских граждан, дислоцировавшейся в провинции Верхняя Мезия. Надпись, найденная в Троэзмисе, показывает, что он окончил прохождение tres militiae. Отсюда следует, что его третьим военным постом, вероятно, была должность префекта алы (по одной из версии, находившейся в Нижней Мезии).
Третий диплом, датированный 18 ноября 122 года, свидетельствует, что в 122 году Реддит был прокуратором провинции Мавритания Тингитанская, возможно, занимая эту должность с 120 года. Позднее он был прокуратором Норика.
Больше о нём нет никаких сведений.